# Dammtjärnen (Ramsbergs socken, Västmanland)
Dammtjärnen är en sjö i Lindesbergs kommun i Västmanland och ingår i Norrströms huvudavrinningsområde.